# Renate Schaub
Renate Christine Schaub (* 4. Oktober 1967 in Kassel) ist Rechtswissenschaftlerin und seit 2008 Inhaberin des Lehrstuhls für Bürgerliches Recht, Internationales Privatrecht und Rechtsvergleichung, Handels- und Wirtschaftsrecht an der Ruhr-Universität Bochum.

## Leben
Renate Schaub besuchte in Kassel die Jacob-Grimm-Schule. Sie studierte Rechtswissenschaft in Erlangen, legte 1992 das erste und 1995 das zweite juristische Staatsexamen in München ab. 1994 erwarb sie einen Master of Laws an der Universität Bristol.
1995 wechselte sie als wissenschaftliche Mitarbeiterin nach Tübingen. 1999 wurde Renate Schaub mit einer Arbeit über das Thema „Haftung und Konkurrenzfragen bei mangelhaften Produkten und Bauwerken im deutschen und englischen Recht“ promoviert. Die Habilitation folgte 2004 als wissenschaftliche Assistentin in Tübingen mit einer Arbeit über „Sponsoring und andere Verträge zur Förderung überindividueller Zwecke“.
2005 übernahm Renate Schaub zunächst eine Lehrstuhlvertretung an der Universität Göttingen und wurde im selben Jahr dort zur Universitätsprofessorin für Bürgerliches Recht, Wirtschaftsrecht und Rechtsvergleichung ernannt. 2008 wurde sie an die Ruhr-Universität Bochum auf den Lehrstuhl für Bürgerliches Recht, Internationales Privatrecht und Rechtsvergleichung, Handels- und Wirtschaftsrecht berufen, den sie seitdem innehat.
Renate Schaub forscht schwerpunktmäßig im Bürgerlichen Recht, vor allem zum Deliktsrecht, auch in internationaler Hinsicht, und im Lauterkeits- und Immaterialgüterrecht. Sie kommentiert das Bürgerliche Gesetzbuch im Prütting/Wegen/Weinreich und im Staudinger.

## Publikationen (Auswahl)
- Haftung und Konkurrenzfragen bei mangelhaften Produkten und Bauwerken im deutschen und englischen Recht. Werner Verlag, Düsseldorf 1999 (Dissertation).
- Sponsoring und andere Verträge zur Förderung überindividueller Zwecke. Jus Privatum Band 136. Mohr Siebeck, Tübingen 2008 (Habilitationsschrift).
- Renate Schaub: Sponsoring und Doping. Beendigung von Sponsoringverträgen wegen Verfehlungen des Gesponserten, insbesondere in Dopingfällen, Universitätsverlag, Göttingen 2008.